# Éboulement de Capitólio
L'éboulement de Capitólio est survenu le 8 janvier 2022 au barrage de Furnas (en) à Capitólio, dans le Minas Gerais, au Brésil. L'éboulement a fait au moins 7 morts, 32 blessés et 3 disparus.

## Contexte

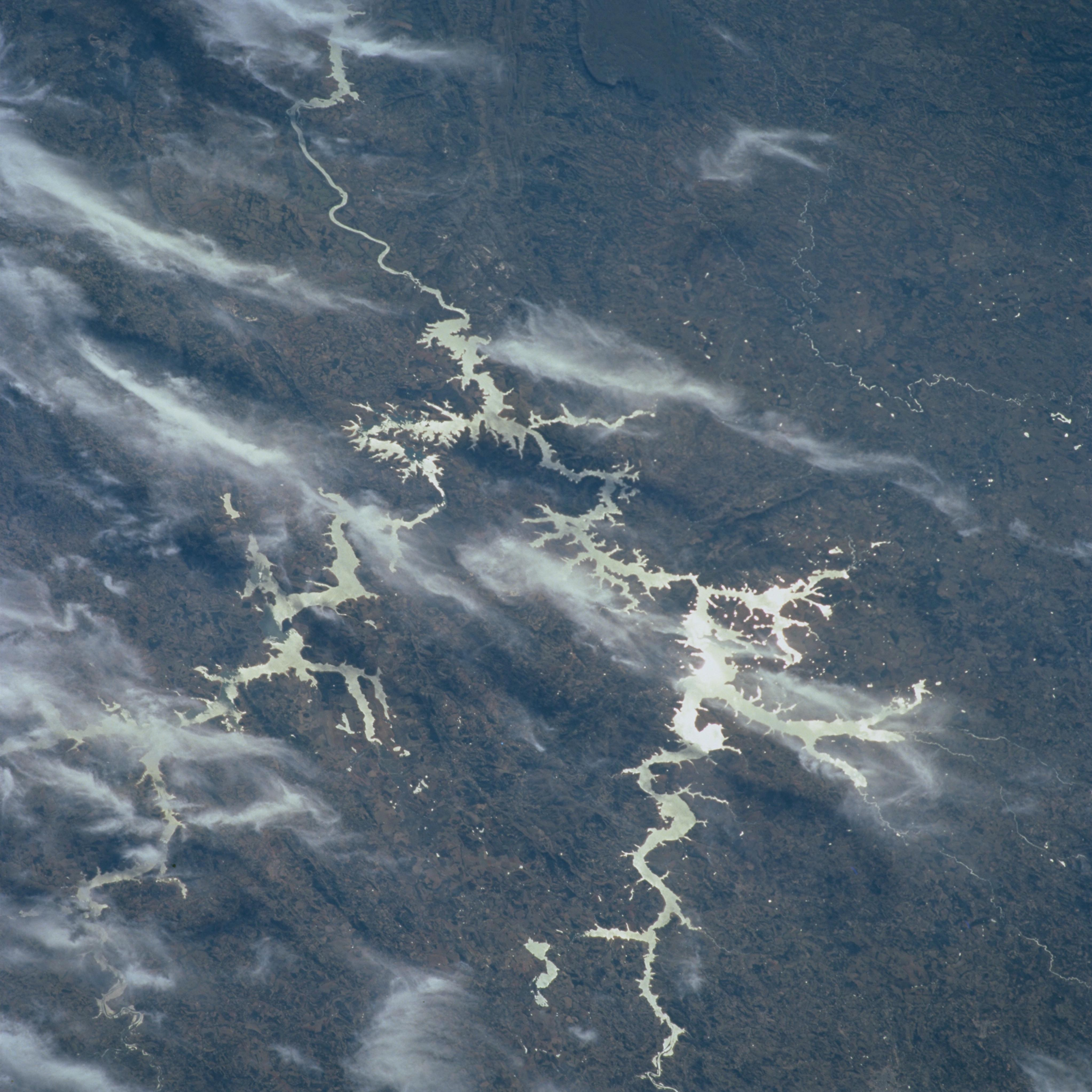
Le réservoir de Furnas vu de la Station spatiale internationale.

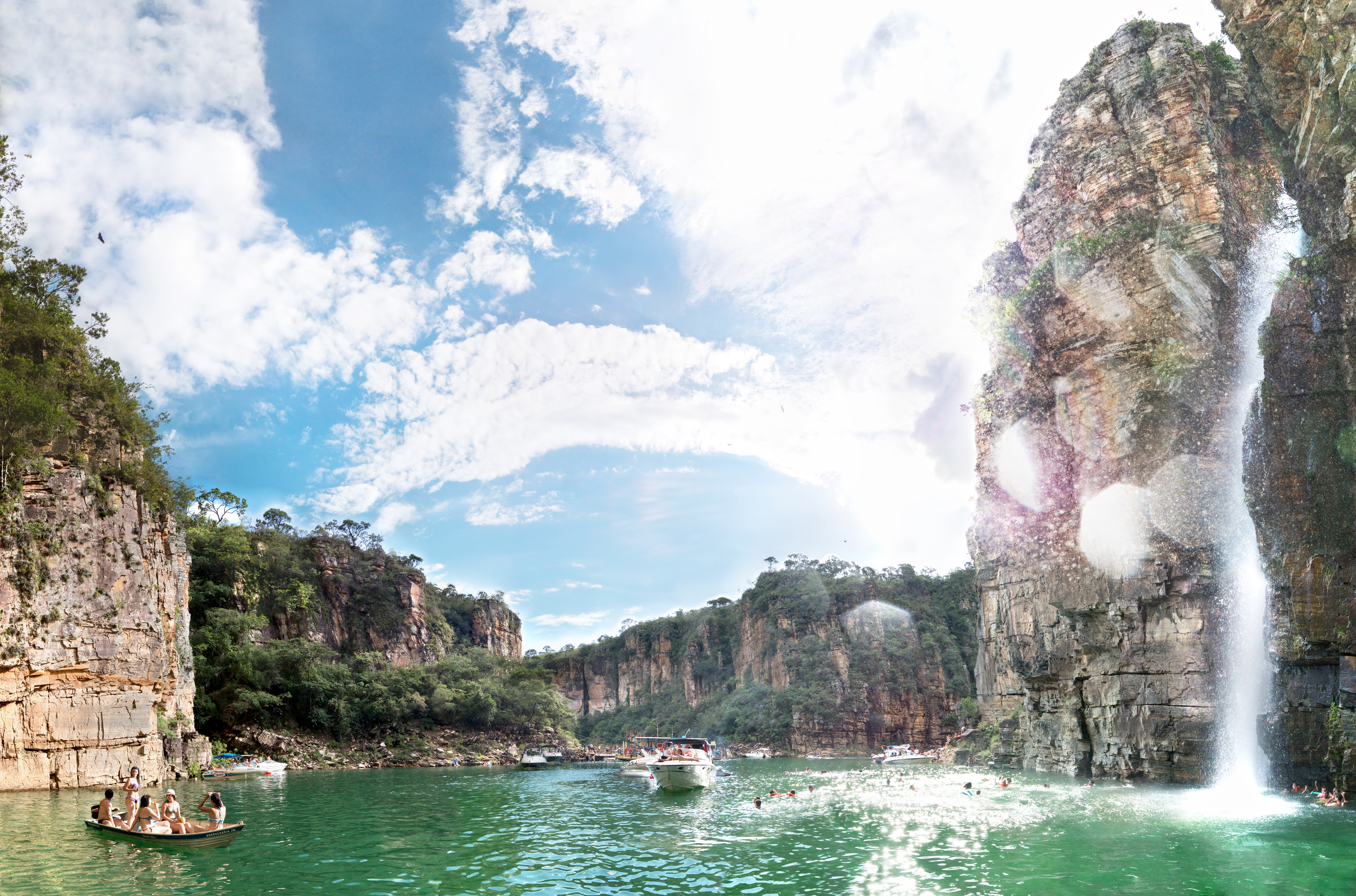
Falaises le long du réservoir de Furnas avec hors-bord et baigneurs.

Le barrage de Furnas à Capitólio attire de nombreux touristes à la recherche de balades en hors-bord et de plongée dans la région. Les canyons du site sont formés de rochers de plus de vingt mètres de haut. Dans une interview accordée à GloboNews, le lieutenant Pedro Aihara, porte-parole des pompiers du Minas Gerais, a expliqué que la formation du site est constituée de roches sédimentaires et, par conséquent, plus sensibles à l'action du vent et de la pluie. En fin de matinée du 8 janvier 2022, le même jour que l'accident, la Défense Civile de Minas Gerais avait émis une alerte aux fortes pluies dans la région de Capitólio avec possibilité de "chute d'eau" : "Eviter les chutes d'eau pendant la saison des pluies".

## Éboulement
L'éboulement s'est produit vers 12 h 30 (heure locale) au barrage de Furnas à Capitólio, dans la copropriété d'Escarpas do Lago, touchant quatre bateaux avec des touristes. Environ 70 à 100 personnes se trouvaient sur le site, qui était isolé et fermé. Le service d'incendie de Minas Gerais a d'abord signalé qu'une "trombe marine" près des rochers avait provoqué le glissement de terrain, les faisant tomber d'une hauteur de plus de cinq mètres. Or, selon Gustavo Cunha Melo, spécialiste de la gestion des risques, la trombe marine a peut-être joué le rôle de déclencheur du glissement de terrain, mais ce n'était pas forcément la cause du problème. Pour Melo, la roche tomberait de toute façon, à cause de l'érosion. Le porte-parole des pompiers, Pedro Aihara, a expliqué que la formation rocheuse sur le site et les pluies dans la région ont facilité les chutes de pierres et que la façon dont la pierre est tombée a aggravé la situation.
Le spécialiste de la gestion des risques et de la sécurité Gerardo Portela a rapporté dans une interview à CNN Brésil que des images publiées sur les réseaux sociaux montraient que les occupants des navires étaient prévenus par des personnes alentour du risque d'effondrement de l'ouvrage, mais que l'initiative de s'éloigner de la zone à risque a tardé à se concrétiser : "Ces dernières images révèlent qu'il y avait le temps d'empêcher les gens d'être touchés, il y avait des signes visuels, il y avait probablement des bruits, car des morceaux de roche gisaient sur l'eau, c'est regrettable". Portela a également signalé qu'il y avait un "impréparation": "nous avons observé que les bateaux étaient surpeuplés, avec la proue pointée vers l'emplacement à risque, elle devrait être positionnée avec la proue du côté opposé en cas de besoin éventuel d'abandonner la zone. Succession d'échecs, les gens plus loin prenaient conscience du risque, mais eux, même professionnels, ne pouvait pas obtenir la bonne attention".

### Sauvetage
34 personnes ont été impliquées dans l'éboulement. Sept décès ont été confirmés par les pompiers, trois femmes et quatre hommes, toujours non identifiés. Trois personnes sont portées disparues. Le bataillon des opérations aériennes, en plus des plongeurs, a été mobilisé pour travailler sur le site. Plus de 40 soldats se trouvaient dans la région et un avion a commencé à rechercher. La police de Furnas River a immédiatement déployé des équipes de recherche et de sauvetage sur le site.
Toutes les victimes ont été transportées dans les hôpitaux de la région. Trois ont été emmenés à São José da Barra. Deux autres blessés graves avaient des fractures aux membres supérieurs et ont été emmenés à Piumhi et Passos dans des ambulances de la municipalité. Un autre patient stable a eu un traumatisme au visage. Les autres ont été légèrement blessés.
32 personnes ont été soignées en raison de l'effondrement, la plupart avec des blessures mineures. 27 personnes ont été prises en charge et libérées, 23 d'entre elles de la Santa Casa de Capitólio et 4 autres de la Santa Casa de São José da Barra. Quatre restent hospitalisés. Les recherches ont été suspendues pour la nuit.

## Réactions
Une vidéo a commencé à circuler sur les réseaux sociaux montrant la catastrophe, et sa véracité a été confirmée. La marine brésilienne a publié une note officielle peu de temps après, informant : "Une enquête sera ouverte pour enquêter sur les causes, les circonstances de l'accident/fait qui s'est produit." Le gouverneur du Minas Gerais (en), Romeu Zema (en), a déploré l'effondrement sur les réseaux sociaux : "Nous subissons actuellement la douleur d'une tragédie dans notre État, en raison de fortes pluies, qui ont provoqué le détachement d'un mur de pierres dans le réservoir de Furnas à Capitólio. Le gouvernement de Minas est présent dès les premiers instants à travers la défense civile et les pompiers." Zema a également exprimé sa solidarité avec les familles des victimes : "Je soutiens les familles dans cette période difficile. Nous continuerons d'agir pour apporter le soutien et le soutien nécessaires.",,